# Skład Kancelarii Prezesa Rady Ministrów Ewy Kopacz
Skład Kancelarii Premiera podczas rządu Ewy Kopacz (od 22 września 2014 do 12 listopada 2015)

## W dniu dymisji rządu

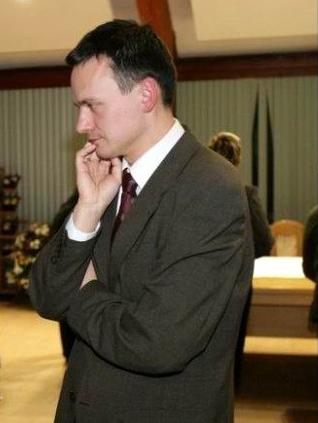
szef Kancelarii Premiera Jacek Cichocki[a]
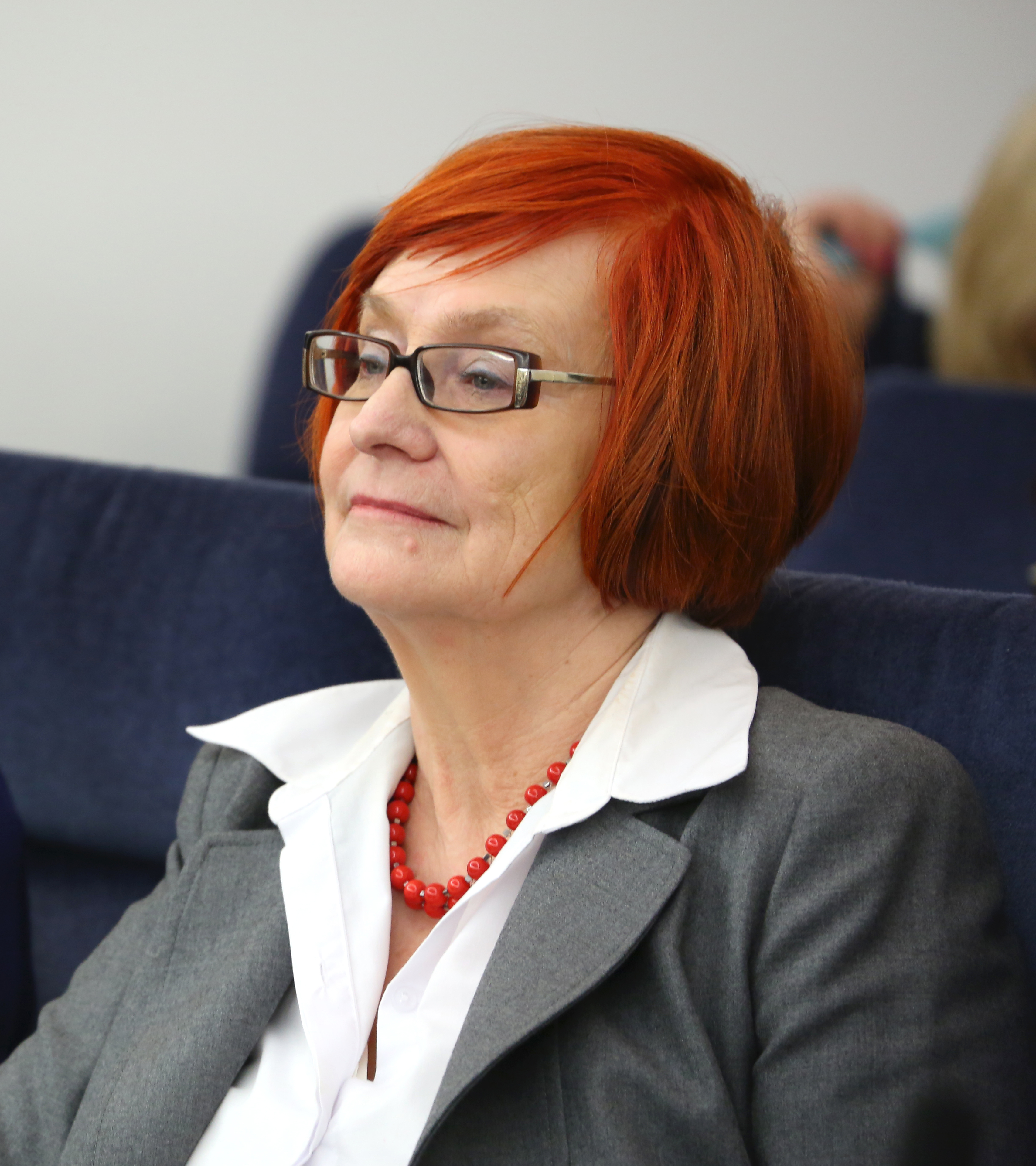
pełnomocnik Rządu ds. równego traktowania Małgorzata Fuszara[b]
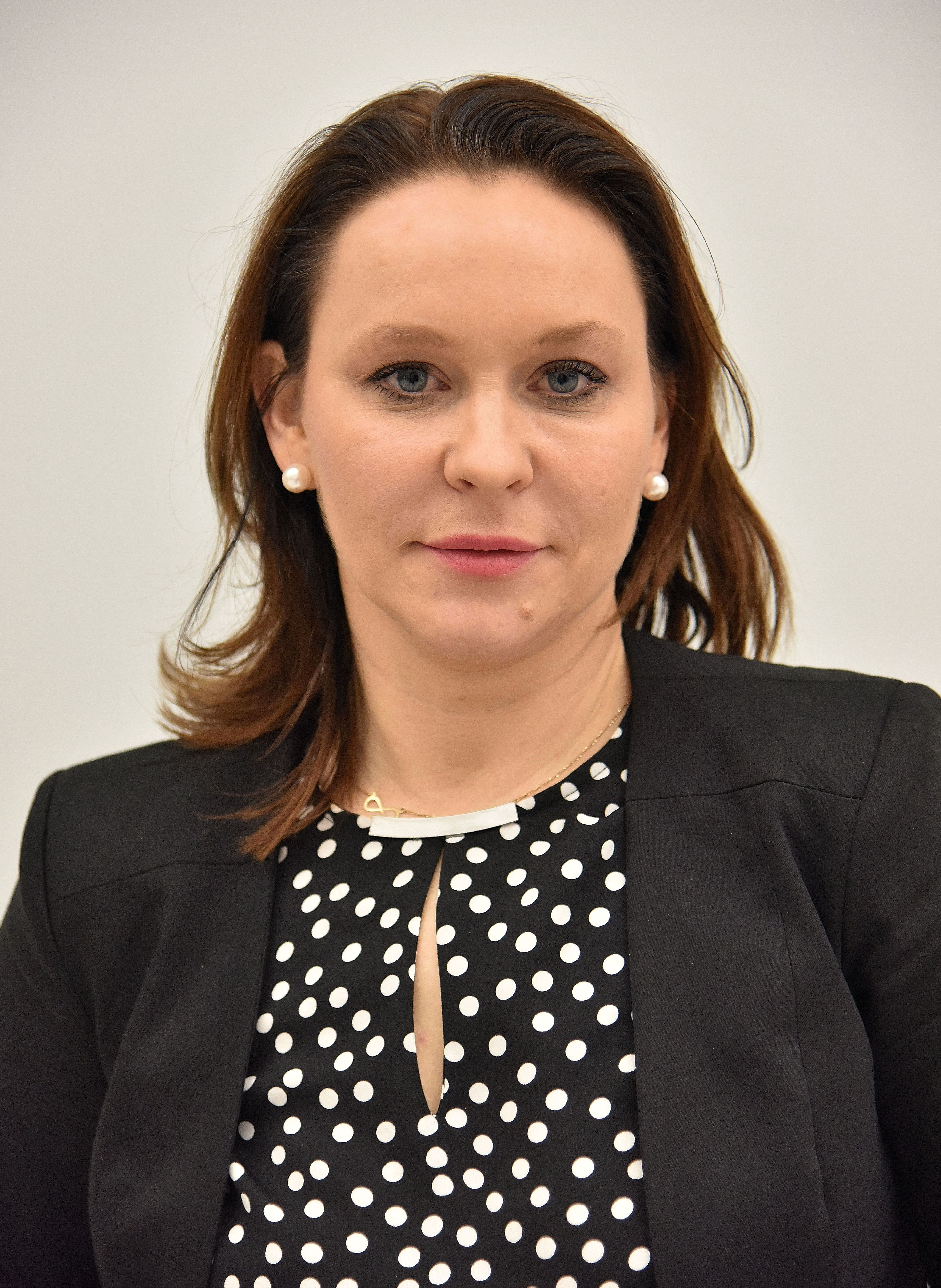
sekretarz stanu Andżelika Możdżanowska (PSL)[c]
sekretarz Rady Gospodarczej przy Premierze Jakub Jaworowski[d]
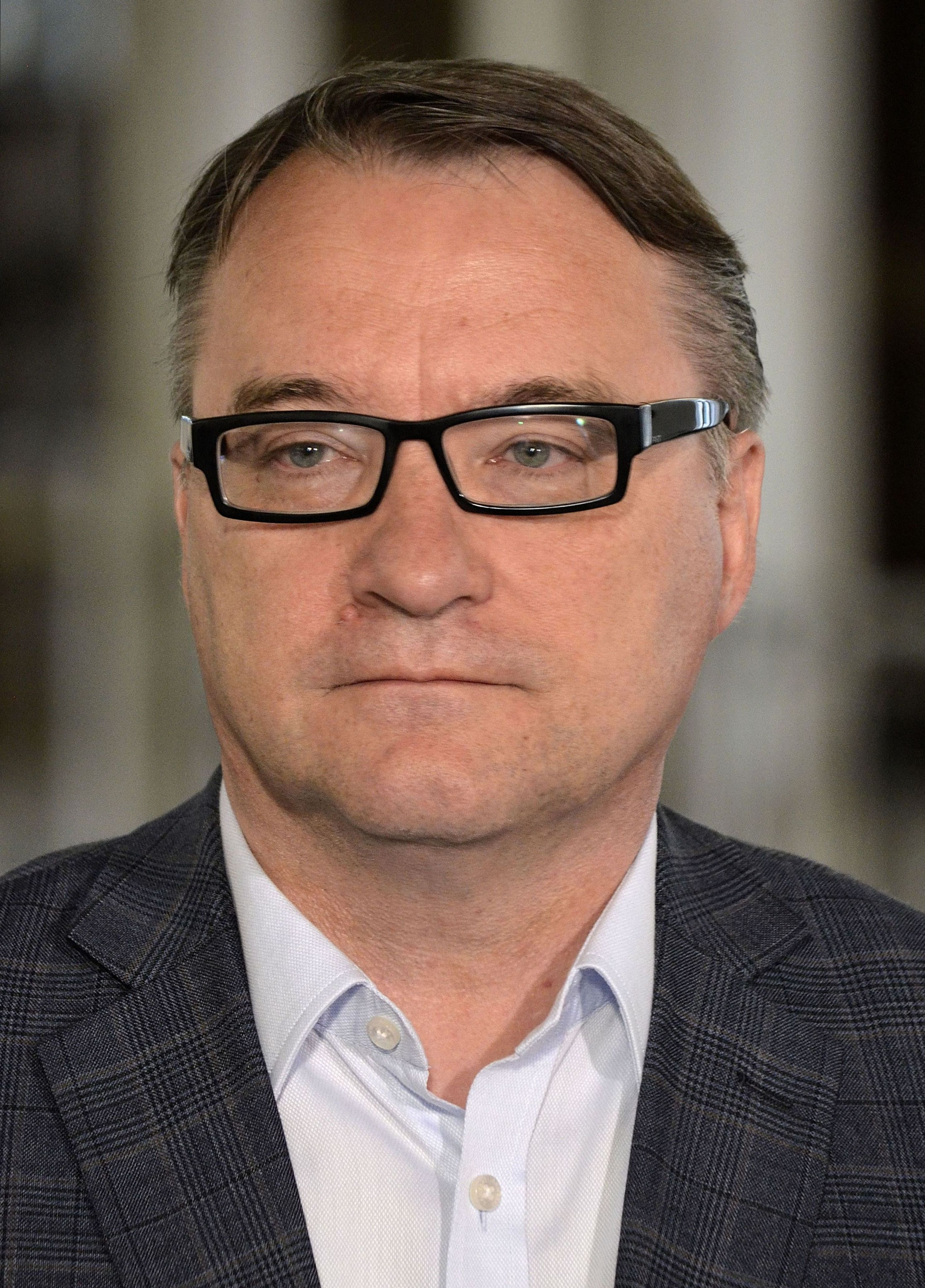
koordynator ds. służb specjalnych Marek Biernacki[e]
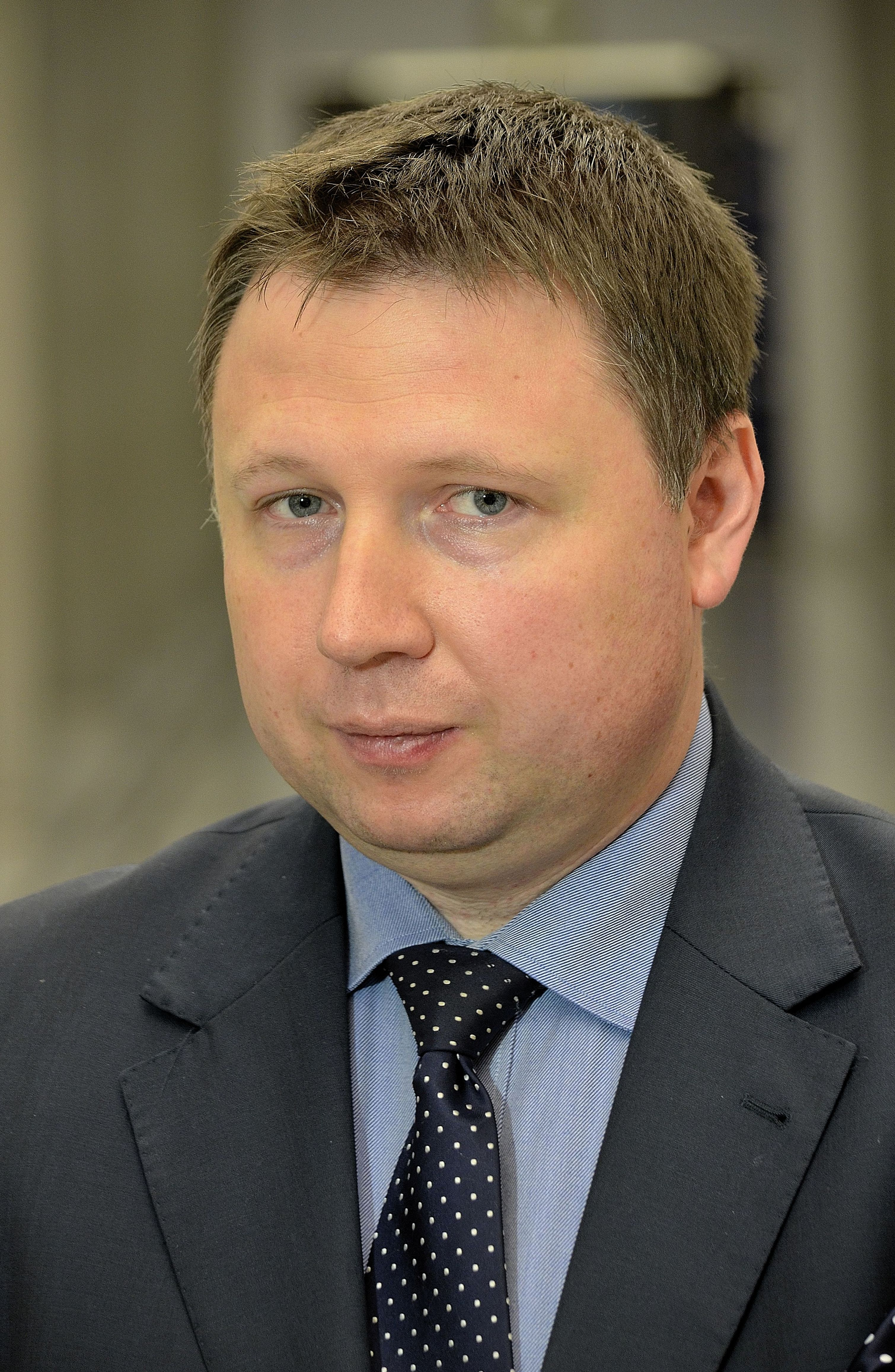
szef Gabinetu Politycznego Premiera Marcin Kierwiński (PO)[f]
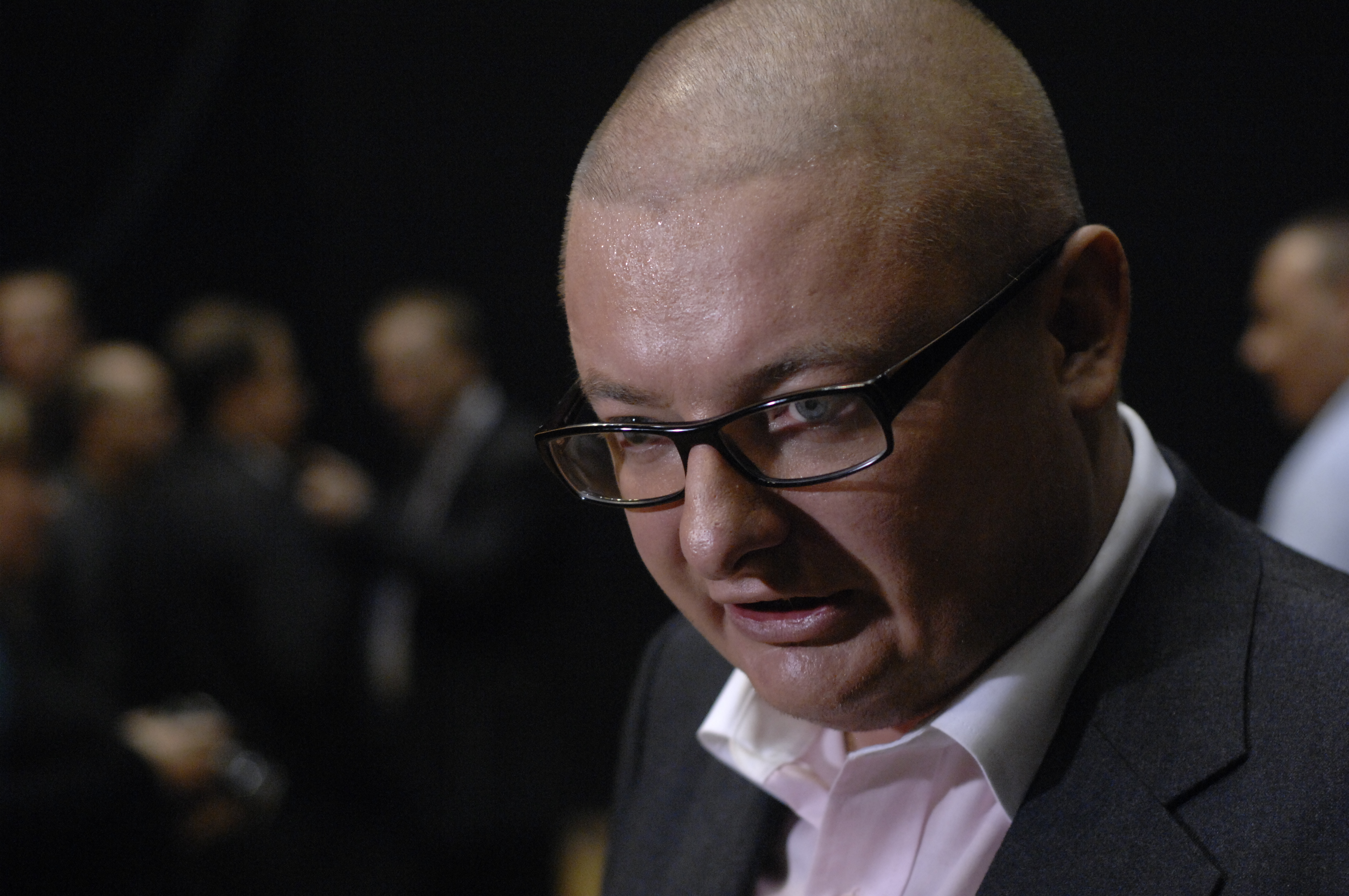
sekretarz stanu sprawujący nadzór na CIR Michał Kamiński (PO)[g]
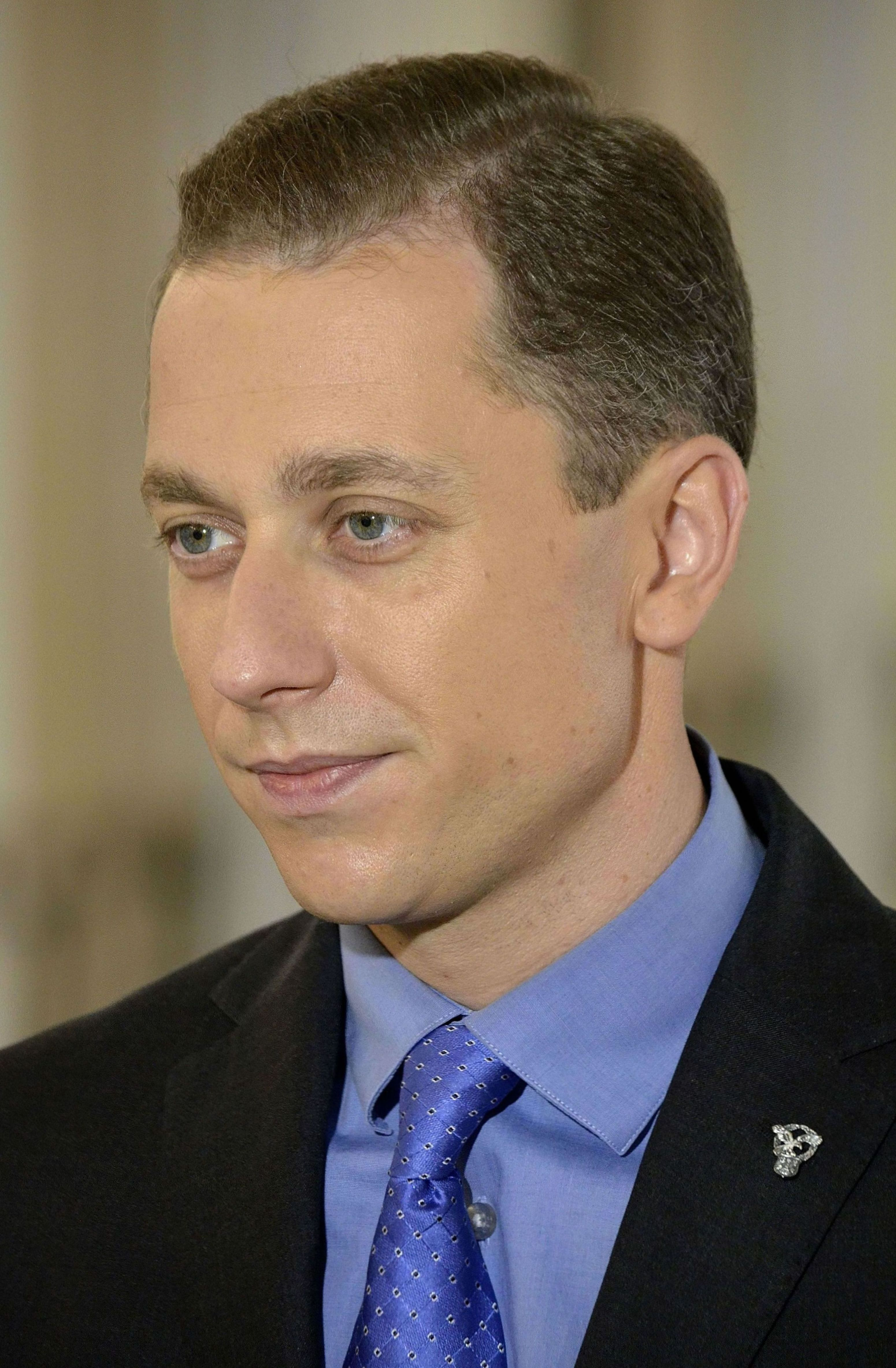
rzecznik prasowy rządu Cezary Tomczyk (PO)[h]
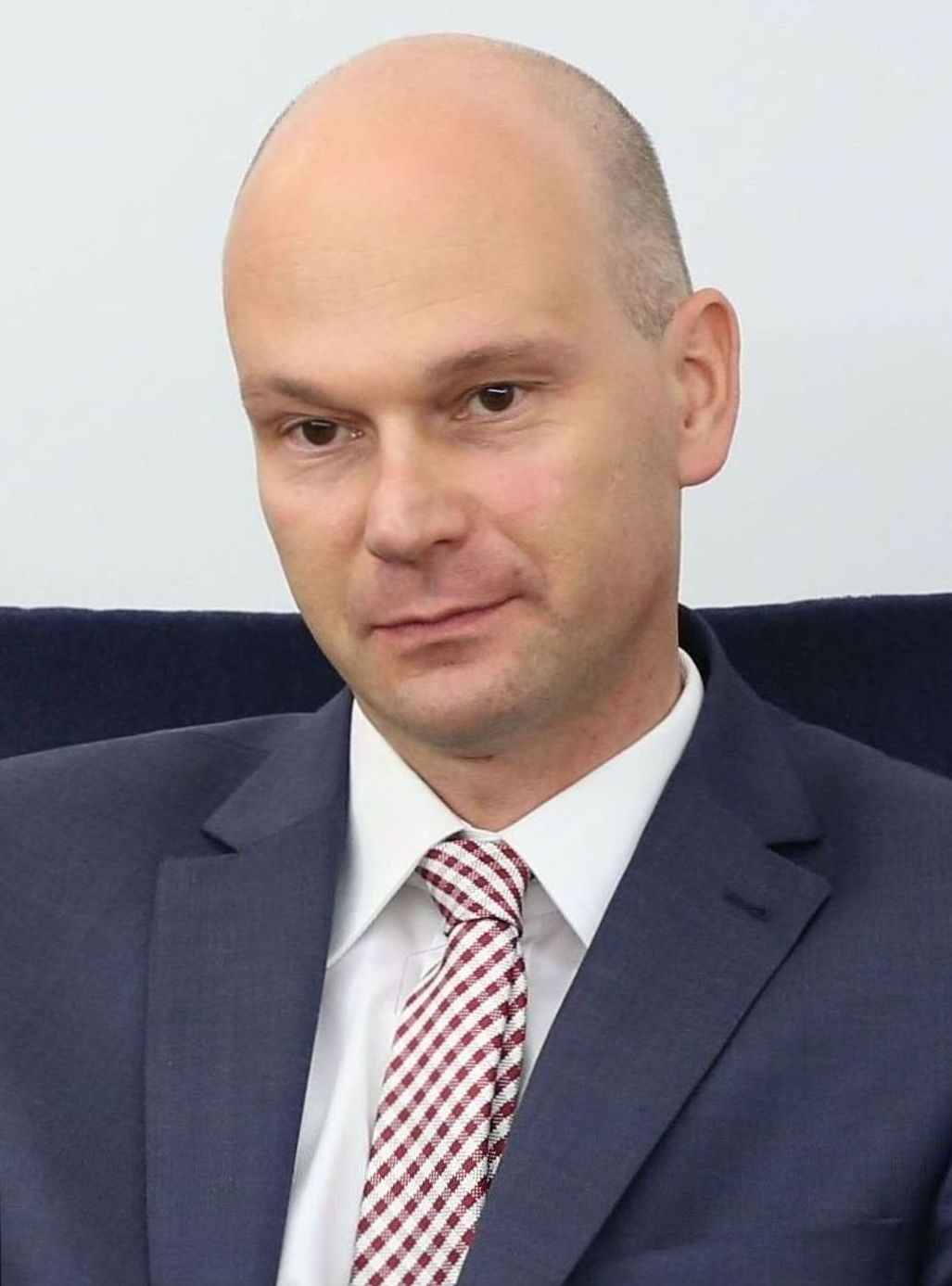
sekretarz Rady Ministrów Maciej Berek[i]
dyrektor generalny Kancelarii Premiera Tomasz Bolek[j]

## Wcześniejsi członkowie
- Michał Deskur – zastępca szefa Kancelarii Premiera od 27 lutego 2013 do maja 2015 i sekretarz stanu od 7 marca 2013 do maja 2015
- Tomasz Jędrzejczak (PSL) – sekretarz stanu od 26 lutego 2013 do 2 stycznia 2015
- Iwona Sulik – sekretarz stanu i rzecznik prasowy rządu od 23 września 2014 do 22 stycznia 2015
- Władysław Bartoszewski – sekretarz stanu i pełnomocnik Premiera ds. dialogu międzynarodowego od 21 listopada 2007 do 24 kwietnia 2015
- Małgorzata Kidawa-Błońska (PO) – sekretarz stanu od 7 stycznia 2014 do 25 czerwca 2015 i rzecznik prasowy rządu od 3 lutego 2015 do 25 czerwca 2015
- Jacek Rostowski (PO) – szef Zespołu Doradców Politycznych Prezesa Rady Ministrów od 3 lutego 2015 do 10 czerwca 2015